# Un rossignol chantait
Pour les articles homonymes, voir Rossignol (homonymie) et Un rossignol chantait (Robert Lamoureux).
Un rossignol chantait est un roman-récit de Michel Ragon publié en 2001.

## Résumé
Les arrières grands parents de Michel étaient domestiques dans le château d'un baron et ont été chassés à sa mort. Ils deviennent "pauvres-honteux" dans une maison de Fontenay le Comte (en Vendée) où M a grandi sans son père, à côté de ses grands parents dont il décrit la vie. Quand il a 14 ans, sa mère déménage à Nantes et il devient garçon de course puis manutentionnaire. En 1945, il emménage à Paris.